# Christian Huber
Christian Huber (Pfäffikon, 9 juli 1944) is een Zwitsers politicus.
Christian Huber studeerde rechten en maakte carrière binnen de rechtspraak. Hij was president van het Hof van Assisen van het kanton Zürich. Hij sloot zich aan bij de Zwitserse Volkspartij (SVP). In 1999 werd hij in de Regeringsraad van het kanton Zürich gekozen. Van 1999 tot zijn aftreden in 2005 beheerde hij het departement van Financiën.
Christian Huber was van 19 mei 2003 tot 30 april 2004 voorzitter van de Regeringsraad (dat wil zeggen regeringsleider) van het kanton Zürich.
Christian Huber vertegenwoordigde van 2000 tot 2005 het kanton Zürich in de bestuursraad van Unique (Luchthaven Zürich AG).